# 우샤크주

우샤크주의 위치

우샤크주(튀르키예어: Uşak ili)는 튀르키예 서부에 위치한 주로, 에게해 지역에 속한다. 주도는 우샤크이며 면적은 5,341km2, 인구는 330,618명(2006년 기준), 자동차 번호는 64번, 시외전화 지역번호는 0276번이다. 서쪽으로는 마니사주, 남쪽으로는 데니즐리주, 동쪽으로는 아피온카라히사르주, 북쪽으로는 퀴타히아주와 접하며 6개 군을 관할한다.